# Erdbeben von Kōbe 1995

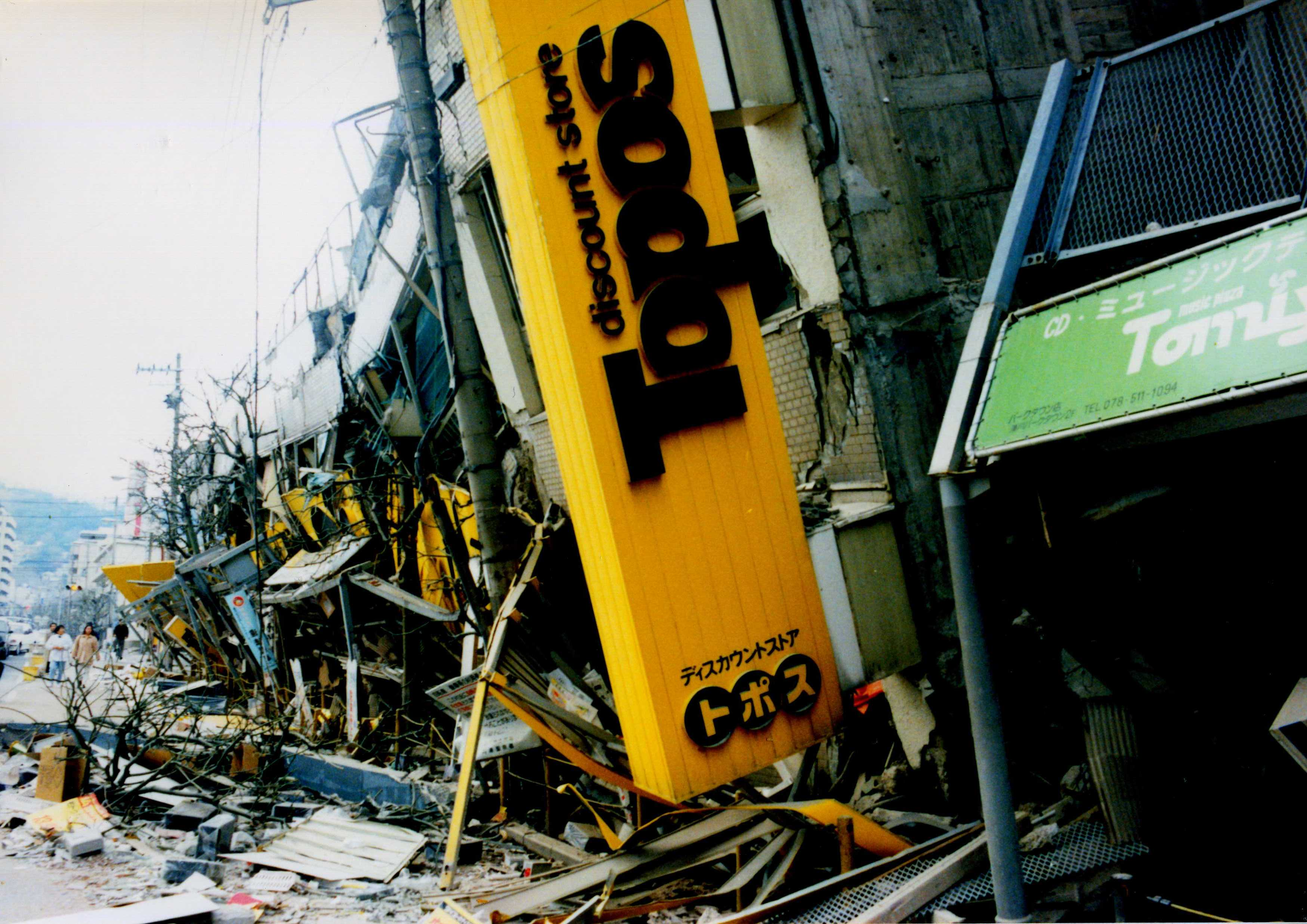
Zerstörungen in Kōbe (Geschäft des Discounters Topos)

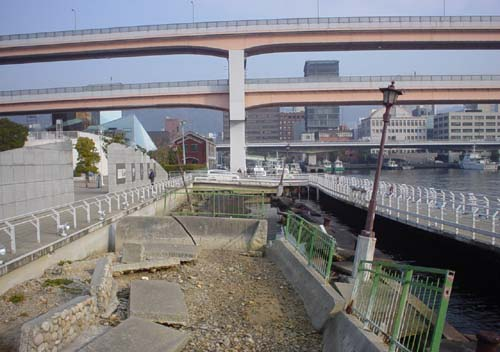
Der durch das Erdbeben verursachte Schaden wurde am Erdbebengedächtnispark nahe dem Hafen von Kōbe nicht behoben.

Das Erdbeben von Kōbe (jap. 阪神・淡路大震災 Hanshin Awaji daishinsai, dt. „Hanshin-Awaji-Erdbebenkatastrophe“), offizielle Bezeichnung „Süd-Hyōgo-Erdbeben“ (兵庫南部地震 Hyōgo nambu jishin), ereignete sich am 17. Januar 1995. Das Beben der Nojima-Verwerfung von Awaji zum Berg Rokkō begann um 05:46:52 Uhr Ortszeit, hielt etwa 20 Sekunden an und erreichte eine Stärke von 7,3 nach der japanischen (Lokalbeben-)Magnitudenskala Mj (nach der alten Definition bis 2003), oder Mw 7,2 auf der Momenten-Magnituden-Skala. Es war das erste Beben, das auf der 1949 eingeführten JMA-Skala, einer Intensitätsskala, die höchstmögliche Stufe 7 erreichte. Sein Epizentrum lag etwa 20 km südwestlich vom Stadtzentrum von Kōbe in der Straße von Akashi, das Hypozentrum lag in einer Tiefe von 16 km.

## Opfer und Schäden
Durch das Erdbeben und seine Folgen starben allein in der Stadt Kobe 4.571 Menschen, rund 14.700 Menschen wurden verletzt; unter den Toten waren überdurchschnittlich viele ältere Bürger und Frauen. Insgesamt gab es 6.434 Tote. 300.000 Menschen wurden durch das Erdbeben obdachlos, viele davon erst durch die mehr als 300 vom Beben ausgelösten Brände. Nach einem besonders regenarmen Sommer waren die Zisternen der Stadt nicht mit Löschwasser aufgefüllt worden, so dass die Feuerwehr den meisten Bränden tatenlos zusehen musste.
61.000 Gebäude wurden völlig zerstört, 7.300 brannten aus und 55.000 wurden in größerem Ausmaß beschädigt.
Die Hanshin-Autobahn, die auf Stelzen durch das Kōbe-Ōsaka-Gebiet führt, brach über eine Länge von etwa fünf Kilometern zusammen. Auch zahlreiche andere Gebäude, die als sicher galten, hielten dem Beben nicht stand. Typisch war der Kollaps im Erdgeschoss oder in einem mittleren Geschoss.
Zur Zeit des Erdbebens waren Büros und Firmen unbesetzt, Geschäfte sowie Straßen leer, Straßen- und Schienenverkehr noch fast im Ruhezustand. Zu anderer Tageszeit hätte die Zahl der Opfer um ein Vielfaches höher gelegen.
Zugang und Zufahrten zum Hafen wurden zerstört und Hafenanlagen stark beschädigt.
Die Gesamtsumme aller durch das Erdbeben verursachten Schäden wird auf etwa 100 Milliarden US-Dollar geschätzt.

## Kritik am Krisenmanagement
Staatliche Stellen wurden im In- und Ausland wegen zahlreicher Versagen heftig kritisiert. Dringend benötigte Güter wie Nahrungsmittel, Wasser und Decken wurden tagelang gar nicht, später nur völlig unzureichend ins Krisengebiet geschafft; Notunterkünfte von staatlicher Seite nicht bereitgestellt. Ein Großteil der arbeitslos gewordenen und sich selbst überlassenen Bevölkerung verstopfte mit PKWs die wenigen passierbaren Straßen z. B. nach Osaka, um Nötiges für sich und Nachbarn einzukaufen.
Die Kehrseite japanischer Organisation trat zutage: Mangel an Eigeninitiative ließ Polizei und später herbeigerufene Gruppen von Soldaten zu untätigen Statisten werden. Eine effiziente Verkehrsleitung etwa auf der Hauptachse, Route #2, wurde erst fünf Tage nach dem Beben organisiert. Tragische Einzelschicksale nicht geretteter Angehöriger hinterließen Verbitterung.
Auf der anderen Seite konnten sich staatliche Stellen kaum überwinden, außer Finanzmitteln auch tatkräftige ausländische Hilfe zu akzeptieren. Für Schlagzeilen sorgte etwa das Festsetzen der Schweizer Lawinenrettungsgruppe mit ihren Hunden am Flughafen Kansai, die mit Quarantäne-Bestimmungen tagelang hingehalten und schließlich auf bereits von Schutt geräumte freie Flächen geführt wurden. Solidarität aus dem Ausland, vor allem aber eine Welle freiwilliger Hilfsaktionen im Land, fing einen Teil der staatlichen Versäumnisse auf.
Im Anschluss wurde das Katastrophenmanagement entscheidend verbessert, indem den lokalen Feuerwehren und der Armee stärkeres eigenverantwortliches Handeln erlaubt wurde, sodass beim Erdbeben in Niigata 2004 die Behörden wesentlich schneller reagierten.

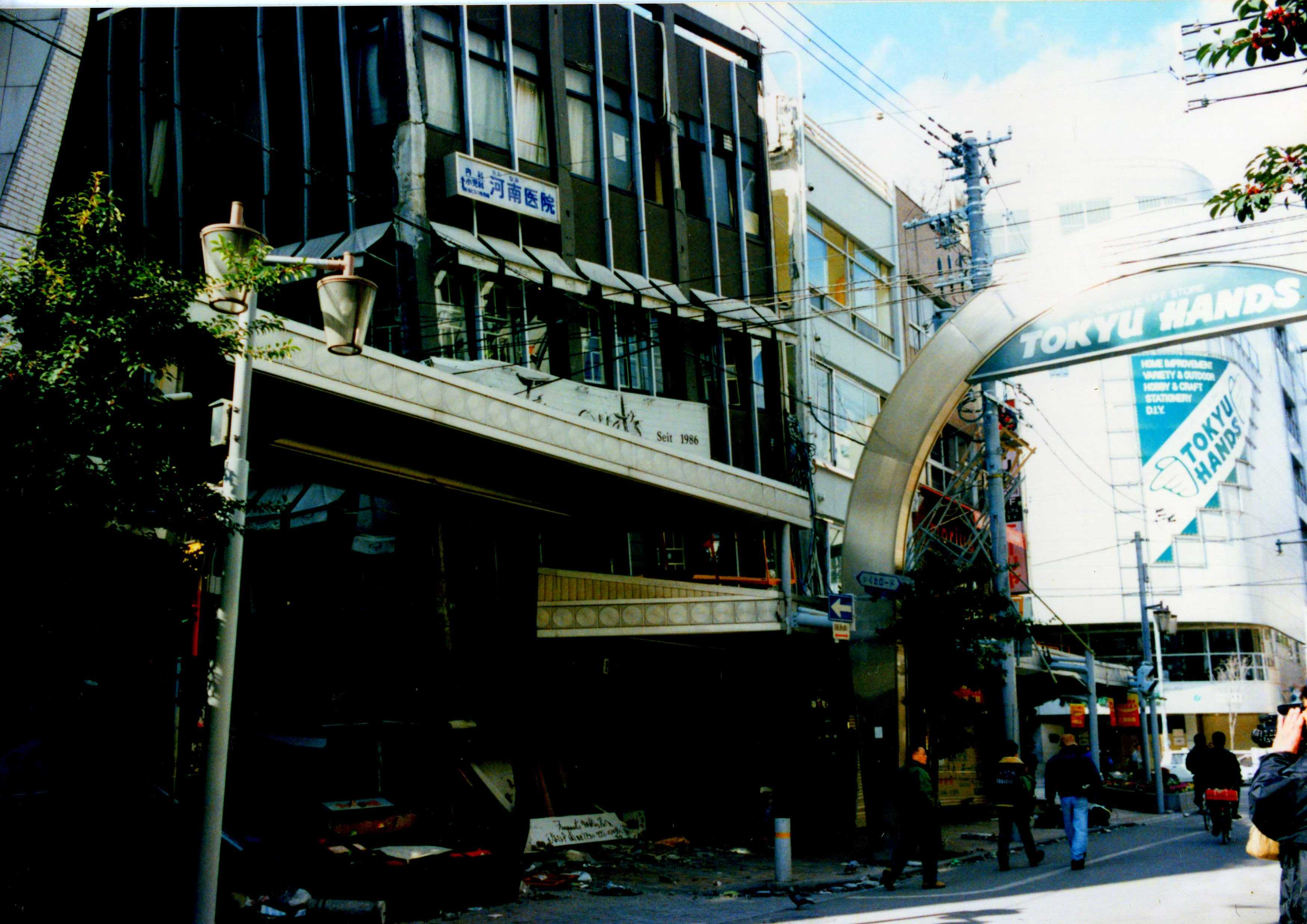
Südseite von Tokyu Hands in Sannomiya
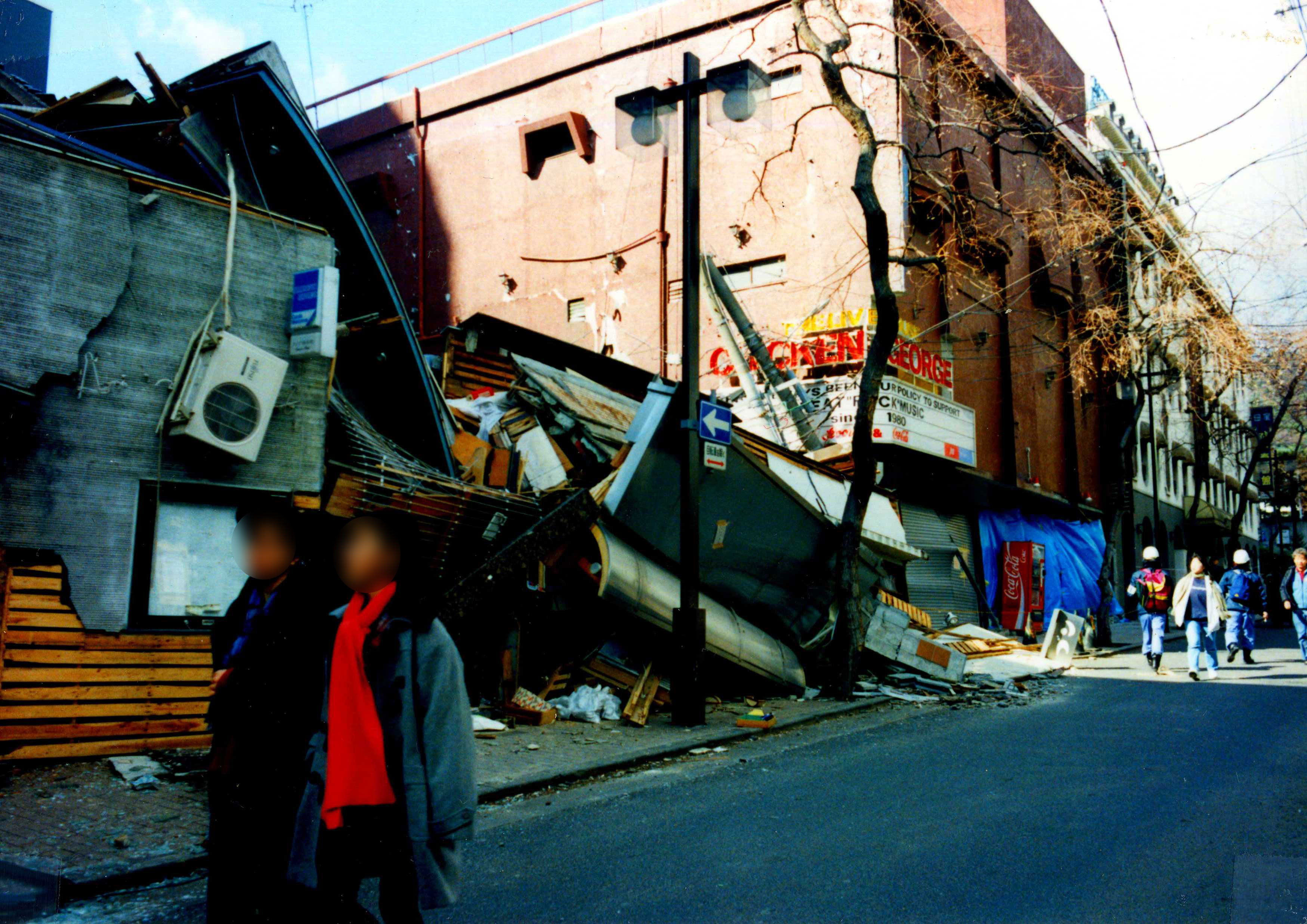
Nordseite von Tokyu Hands
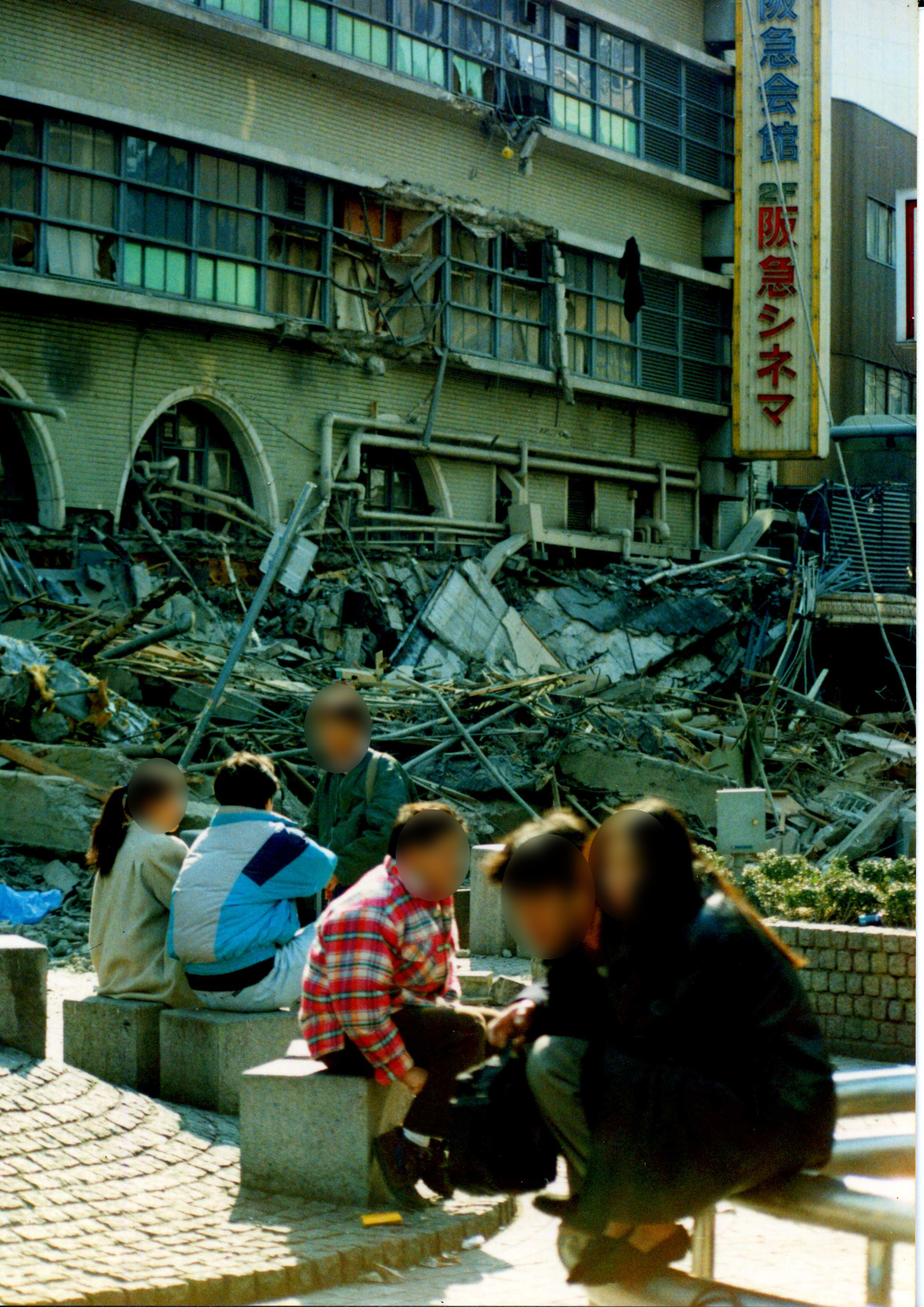
Hankyu-Bahnhof Sannomiya
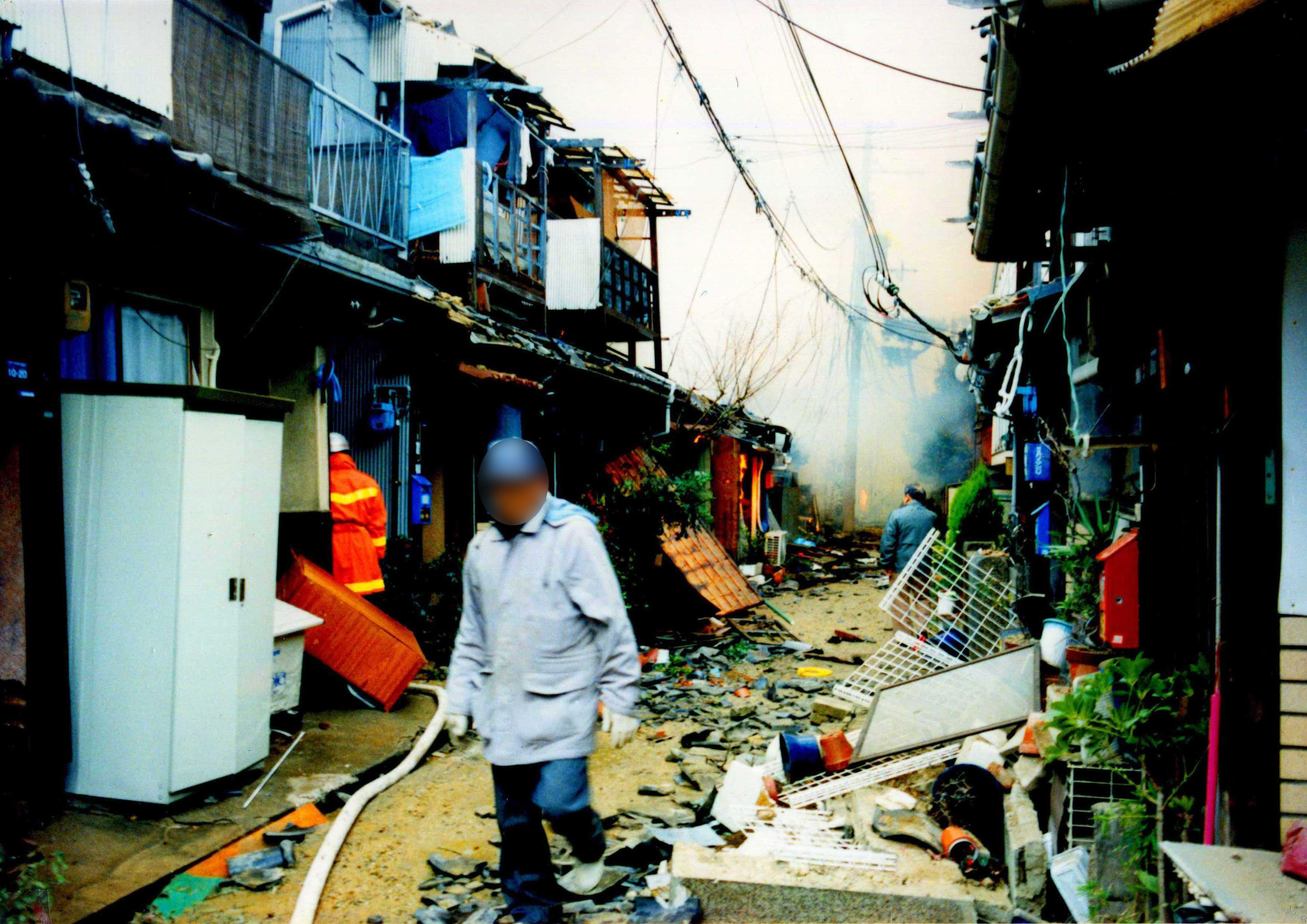
Stadtbezirk Hyogo
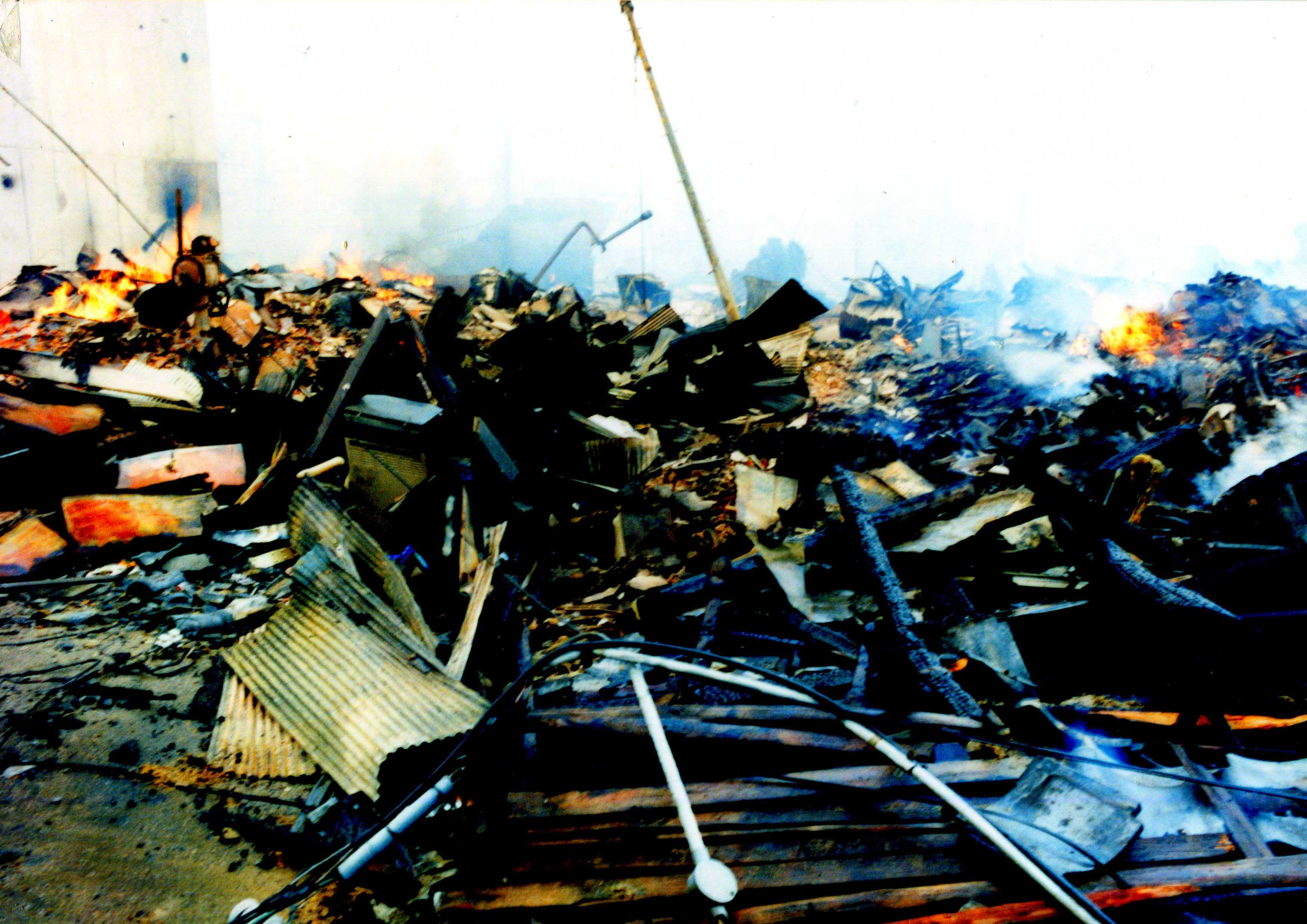
Im Stadtbezirk Hyogo
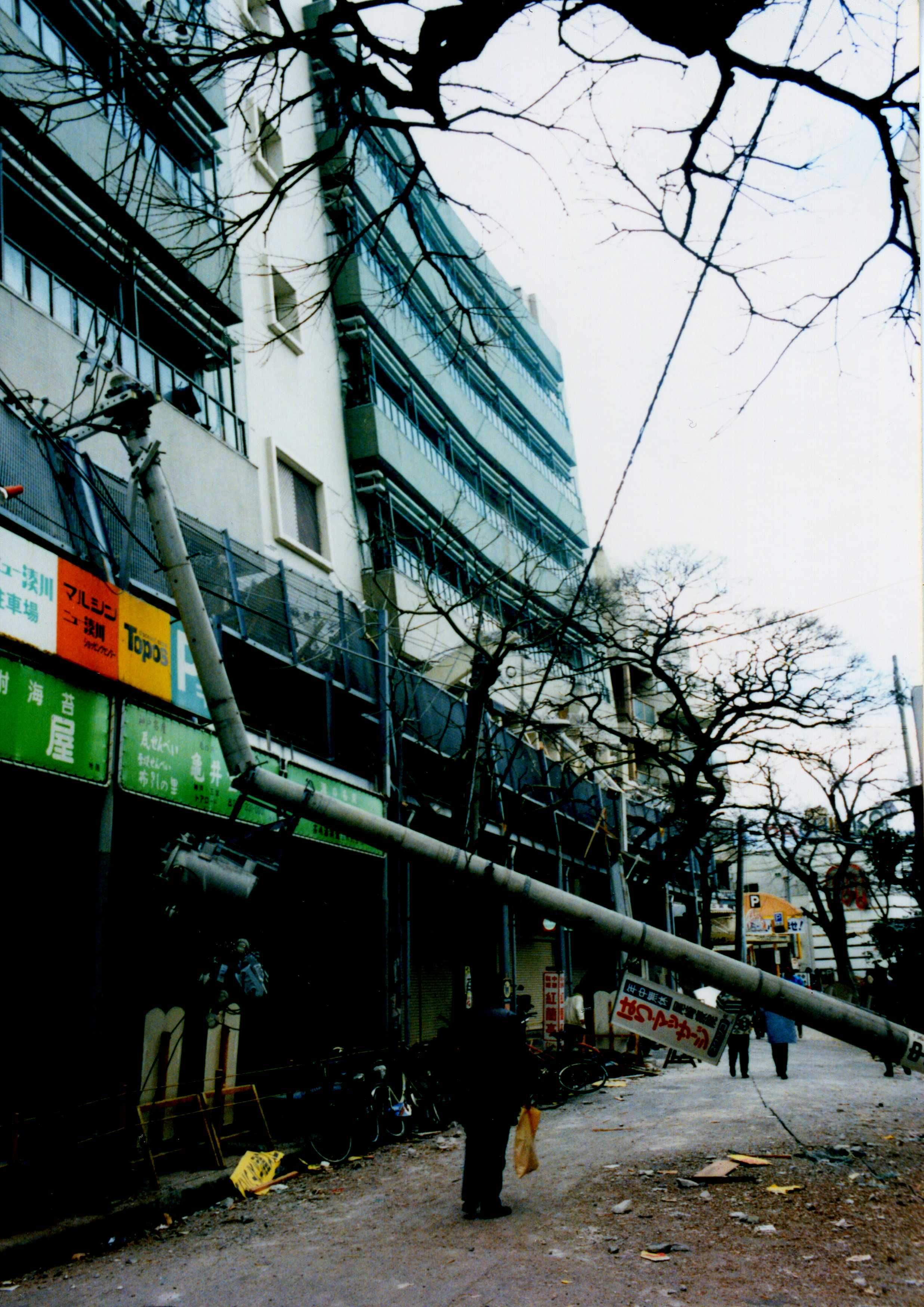
Geschäft im Stadtbezirk Hyogo

## Folgen

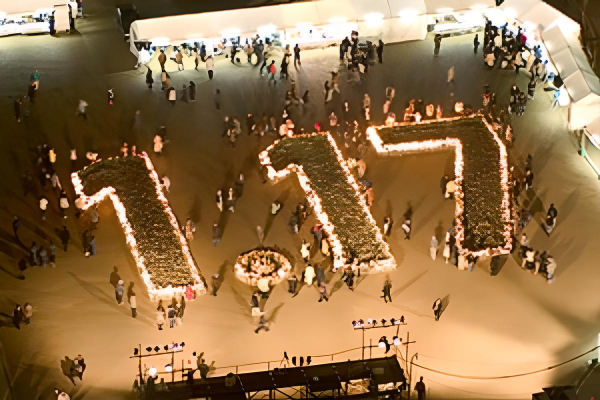
Gedächtnisfeier in Kōbe anlässlich des zehnten Jahrestages des Erdbebens

Als Folge der tektonischen Verschiebungen wurden die Pfeiler der Akashi-Kaikyō-Brücke, die sich zum Zeitpunkt des Bebens im Bau befand und heute Honshū mit der Insel Awaji verbindet, um fast einen Meter auseinandergeschoben. Die Bauarbeiten konnten allerdings ohne Verzögerungen fortgesetzt werden.
Der japanische Aktienindex Nikkei 225 fiel am Tag nach dem Erdbeben um über tausend Punkte. Dies führte indirekt zum Ende der Barings Bank, da deren Mitarbeiter Nick Leeson hohe Summen in Optionen auf den Nikkei investiert hatte. Die letztendlichen Verluste von über 1,4 Milliarden US-Dollar trieben die Barings Bank in den Bankrott.
Der Hafen von Kōbe, vormals der umschlagstärkste Nicht-Ölhafen der Welt, fand nach den Zerstörungen nicht mehr zu seiner früheren Rolle zurück. Ebenso büßten die Schuhindustrie und andere verarbeitende Gewerbe dauerhaft an Substanz ein.
Kōbe erhielt im Zuge des Wiederaufbaus eine modernere, auf Erdbebensicherheit und Katastrophenmanagement ausgerichtete Infrastruktur.
Der 17. Januar ist, vor allem in Kansai, zum Tag des Katastrophenschutzes und der freiwilligen Hilfe (防災とボランティアの日, Bōsai to Borantia no Hi) geworden (zusätzlich zum Tag des Katastrophenschutzes am 1. September).
Im Gedenken an die Opfer wird alljährlich im Dezember in Kōbe das Lichterfest Kōbe Luminarie abgehalten.
Auch eine Folge der Fernsehserie Sekunden vor dem Unglück widmete sich der Katastrophe.